# Kornhall
Kornhall, är en hamn och mindre by i Harestads socken i Kungälvs kommun. Bebyggelsen ingår i småorten Hammar och Kornhall.
Hamnen ligger i den västra delen av Nordre älv, strax innanför Nordre älvs estuarium.
Kornhall är mest känt för sin överfart, Kornhallsleden, en färjeförbindelse med gamla anor, som förkortar restiden till Göteborg avsevärt.
Vid hamnen finns också ett mindre skeppsvarv och en småbåtshamn.
Namnet Kornhall syftar enligt ortnamnsforskare dels på sädesslaget 'korn', dels på 'hall', en plats där man lastat eller lossat korn. Namnet påträffas 1774.